# Овайхи (округ)
Ова́йхи (англ. Owyhee) — округ в штате Айдахо. Административным центром является город Мерфи.

## История
Округ Овайхи был образован 31 декабря 1863 года. В 1819—1820 годах территория округа была исследована гавайскими трапперами. В честь них и был назван округ: «овайхи» и «гавайи» — два способа произношения одного слова.

## Население
По состоянию на июль 2008 года население округа составляло 10 877 человек. С 2003 года население уменьшилось на 225 человек, то есть на 2,03 %. Ниже приводится динамика численности населения округа.

## География
Округ Овайхи располагается в северо-центральной части штата Айдахо. Площадь округа составляет 19 934 км², из которых 48 км² (0,24 %) занято водой.
|                         |        | Каньон, Эйда, Элмор |
| Малур (штат Орегон)     | север  | Льюис               |
| Малур (штат Орегон)     | Овайхи | Льюис               |
| Малур (штат Орегон)     | юг     | Льюис               |
| Гумбольдт (штат Невада) |        | Айдахо              |

### Дороги
- — US 95
- — ID-51
- — ID-78

### Города округа
- Бруно
- Гранд-Вью
- Марсинг
- Мерфи
- Ридл
- Силвер-Сити
- Хомдейл

### Достопримечательности и охраняемые природные зоны
- Национальный заповедник Дир-Флат (частично)
- Национальный заповедник Овайхи
- Национальный заповедник Снейк-Ривер (частично)